# Anna Tibaijuka
Anna Kajumulo Tibaijuka, née le 12 octobre 1950 à Kagabiro, est une femme politique tanzanienne.

## Biographie

### Enfance et éducation
Anna Tibaijuka est née à Muleba, en Tanzanie, dans une famille de fermiers. Elle étudie l'économie agricole à l'université d'Uppsala en Suède,. Elle parle anglais, français, haya, suédois et swahili.

### Carrière académique
Entre 1995 et 1998, elle est professeur associé en sciences économiques à l'université de Dar es Salaam et membre de plusieurs délégations du gouvernement de la Tanzanie auprès des sommets des Nations unies tels, en 1995, le sommet mondial pour le développement social à Copenhague et la quatrième conférence mondiale sur les femmes à Pékin, puis l'année suivante, la conférence des Nations unies sur les établissements humains à Istanbul et le sommet mondial de l'alimentation à Rome, où elle est désignée coordinatrice pour l'Afrique orientale dans le réseau de sécurité alimentaire, commerce et développement durable. Elle est aussi membre du conseil d'administration de l'Unesco à partir de 1997.

### Carrière internationale
En 1998, elle est nommée coordinatrice spéciale pour les pays les moins avancés, les pays en développement sans littoral et les petits États insulaires en développement à la Conférence des Nations unies sur le commerce et le développement.
En septembre 2000, elle est nommée par Kofi Annan directrice exécutive du Centre des Nations unies pour les établissements humains, qui devient sous sa direction le Programme des Nations unies pour les établissements humains (ONU-HABITAT ou PNUEH). Elle est élue par l'Assemblée générale de l'ONU comme directrice en juillet 2002, avec le titre de sous-secrétaire générale. Elle est alors la femme africaine occupant le rang le plus élevé dans le système des Nations unies après la vice-secrétaire générale de l'ONU, Asha-Rose Migiro, elle aussi tanzanienne. Réélue en 2006, elle continue d'assurer la direction de l'ONU-HABITAT jusqu'en 2010, date à laquelle lui succède Joan Clos. 
En 2004, le premier ministre britannique Tony Blair invite Tibaijuka à faire partie de la Commission pour l'Afrique, qu'il a convoquée pour émettre des idées afin d'accélérer et de rendre durable la croissance et le développement de l'Afrique. La commission contenait seize figures internationales, et a rendu son rapport en mars 2005.
En juin 2005, le secrétaire général l'envoie étudier l'impact des campagnes du gouvernement du Zimbabwe contre les squats et les campements sauvages. En effet, les expulsions sont concentrées sur les zones plus favorables à l'opposition du Movement for Democratic Change, et beaucoup d'observateurs dénoncent une campagne politique. Tibaijuka conclut dans son rapport que les opérations d'expulsions étaient injustifiées et violentes, mais non discriminatoires.

### Vie politique en Tanzanie
Elle est élue députée à l'Assemblée nationale le 31 octobre 2010. Le mois suivant, elle devient ministre des territoires, du logement et du développement des établissements humains. Elle est limogée par le président Jakaya Kikwete en décembre 2014 pour avoir reçu 1 million de dollars de la part d'une entreprise, alors que le gouvernement fait face à des accusations de corruption généralisée par le secteur de l'énergie,.
En 2015, par 63 % des voix, les autorités régionales du Chama Cha Mapinduzi décident de son investiture pour le siège parlementaire de Muleba South,. Elle remporte l'élection et revient au parlement.

### Vie privée
Elle est veuve de Wilson Tibaijuka, un ancien ambassadeur, mort en 2000.

## Récompenses

### Prix
2009: Récompense à Göteborg pour le développement durable.

### Distinctions académiques
| Année | Université                                             | Pays           | Distinction                                         |
| ----- | ------------------------------------------------------ | -------------- | --------------------------------------------------- |
| 2002  | Université McGill                                      | Canada         | Doctorat en environnement                           |
| 2004  | Université Heriot-Watt                                 | United Kingdom | Doctorat en construction                            |
| 2006  | University College de Londres                          | United Kingdom | Doctorat en ingénierie                              |
| 2007  | Jomo Kenyatta University of Agriculture and Technology | Kenya          | doctorat honorifique en aménagement urbain          |
| 2009  | École des hautes études commerciales de Varsovie       | Pologne        | Honoris causa en économie                           |
| 2010  | Catholic University of Eastern Africa                  | Kenya          | doctorat honorifique en développement local et paix |
| 2010  | Université Tongji                                      | China          | Professeur honoraire                                |